# Wolfgang Linger
Pour les articles homonymes, voir Linger.
Wolfgang Linger, né le 4 novembre 1982 à Hall en Tyrol, est un lugeur autrichien. Avec son frère Andreas Linger, il court en luge doubles. Ce binôme a remporté l'épreuve olympique des Jeux olympiques d'hiver de 2006 à Turin et aux Jeux olympiques d'hiver de 2010 à Vancouver. Wolfgang Linger remporte, toujours avec son frère, la Coupe du monde 2011-2012 de luge biplace.

## Palmarès
- Jeux olympiques
  - Huitième en luge double aux Jeux olympiques d'hiver de 2002 à Salt Lake City[2].
  -  Médaille d'or en luge double aux Jeux olympiques d'hiver de 2006 à Turin
  -  Médaille d'or en luge double aux Jeux olympiques d'hiver de 2010 à Vancouver
  -  Médaille d'argent en luge double aux Jeux olympiques d'hiver de 2014 à Sotchi
- Championnats du monde de luge
  -  Médaille d'or en luge double en 2003
  -  Médaille d'or en luge double en 2011 à Cesena
  -  Médaille d'or en luge double en 2012 à Altenberg
  -  Médaille de bronze en luge double en 2013 à Whistler
- Championnats d'Europe de luge
  -  Médaille d'argent en luge double en 2004 à Oberhof
  -  Médaille d'argent en luge mixte en 2004 à Oberhof
  -  Médaille d'argent en luge double en 2008 à Cesena
  -  Médaille d'argent en luge mixte en 2008 à Cesena
  -  Médaille d'or en luge double en 2010 à Sigulda
  -  Médaille d'argent en luge mixte en 2010 à Sigulda